# Sant Jordi de Lloberes
Sant Jordi de Lloberes és una església del municipi de Gaià (Bages) inclosa en l'Inventari del Patrimoni Arquitectònic de Catalunya.

## Descripció
ÉS una església d'una nau, de petites dimensions i amb volta lleugerament apuntada, un petit absis orientat a llevant corona l'església i un petit campanar d'època posterior substitueix l'original. La portada d'entrada, a migdia, està formada per blocs de carreus ben treballats.
En l'actualitat depèn de la Parròquia dedicada a l'Arcàngel Sant Miquel a Terradellas [ Santa Maria de Merlès.
Hi ha celebració litúrgica en la diada del Sant.

## Història
L'església de Sant Jordi de Lloberes existia l'any 1053 com una tinença de l'església veïna de Sant Amanç de Pedrós. Prop d'ella, el mas Sant Jordi surt també esmentat a la documentació d'aquesta època. Posteriorment, al segle xiii l'església fou modificada seguint la tradició romànica. Aquesta església cremada per la Guerra Civil va ser restaurada a mitjans d'aquest segle. Capella del Soler de Lloberes.